# نوريزان بكر
نوريزان بكر ، من مواليد 27 يناير 1961 ، مدرب كرة قدم ماليزي.
و هو يدرب منتخب ماليزيا لكرة القدم.

## وصلات خارجية
- نوريزان بكر على موقع Soccerway.com (الإنجليزية)